# Henrique Lage Futebol Clube
Henrique Lage Futebol Clube foi um clube de futebol da cidade de Lauro Müller, Santa Catarina. O nome do clube foi uma homenagem a Henrique Lage.[carece de fontes?]
O clube disputou o campeonato catarinense nos anos de 1955, 1956, 1957, 1958, 1959 e 1962, sendo o time que mais vezes representou a cidade em nível estadual. Foi campeão da Liga Tubaronense de Desporto em 1955. A equipe foi extinta na década de 60.